# Tteonara Ms. Kim
Albums de Brown Eyed Girls
Your Story
(2006) Sound-G
(2009)
Tteonara Ms. Kim est le deuxième album de Brown Eyed Girls, sorti sous le label NegaNetwork le 6 septembre 2007 en Corée.

## Liste des titres
| 1.  | Namjaneun Eopda (feat. Young Ji) (남자는 없다) | 4:01 |
| 2.  | Naega Utgo Isseoyo (Ga-In) (내가 웃고 있어요)  | 4:20 |
| 3.  | Tteonara Ms. Kim (떠나라 미스김)               | 3:49 |
| 4.  | Sullae (술래)                                  | 4:14 |
| 5.  | Neoege Sogatda (너에게 속았다)                 | 4:14 |
| 6.  | Hapirimyeon (하필이면)                         | 4:07 |
| 7.  | Oasis (feat. Lee Jae Hoon) (오아시스)          | 3:52 |
| 8.  | Nunbusige Joheun Nar (눈부시게 좋은 날)        | 4:00 |
| 9.  | Triangle                                       | 3:54 |
| 10. | Choemyeon (최면)                               | 4:08 |
| 11. | Naekkeoya (내꺼야)                             | 3:22 |
| 12. | How Could I Love You                           | 4:46 |
| 13. | Sullae (Inst.) (술래)                          | 4:20 |
| 14. | Tteonara Ms. Kim (Inst.) (떠나라 미스김)       | 3:49 |